# Oskarshamn–Visby

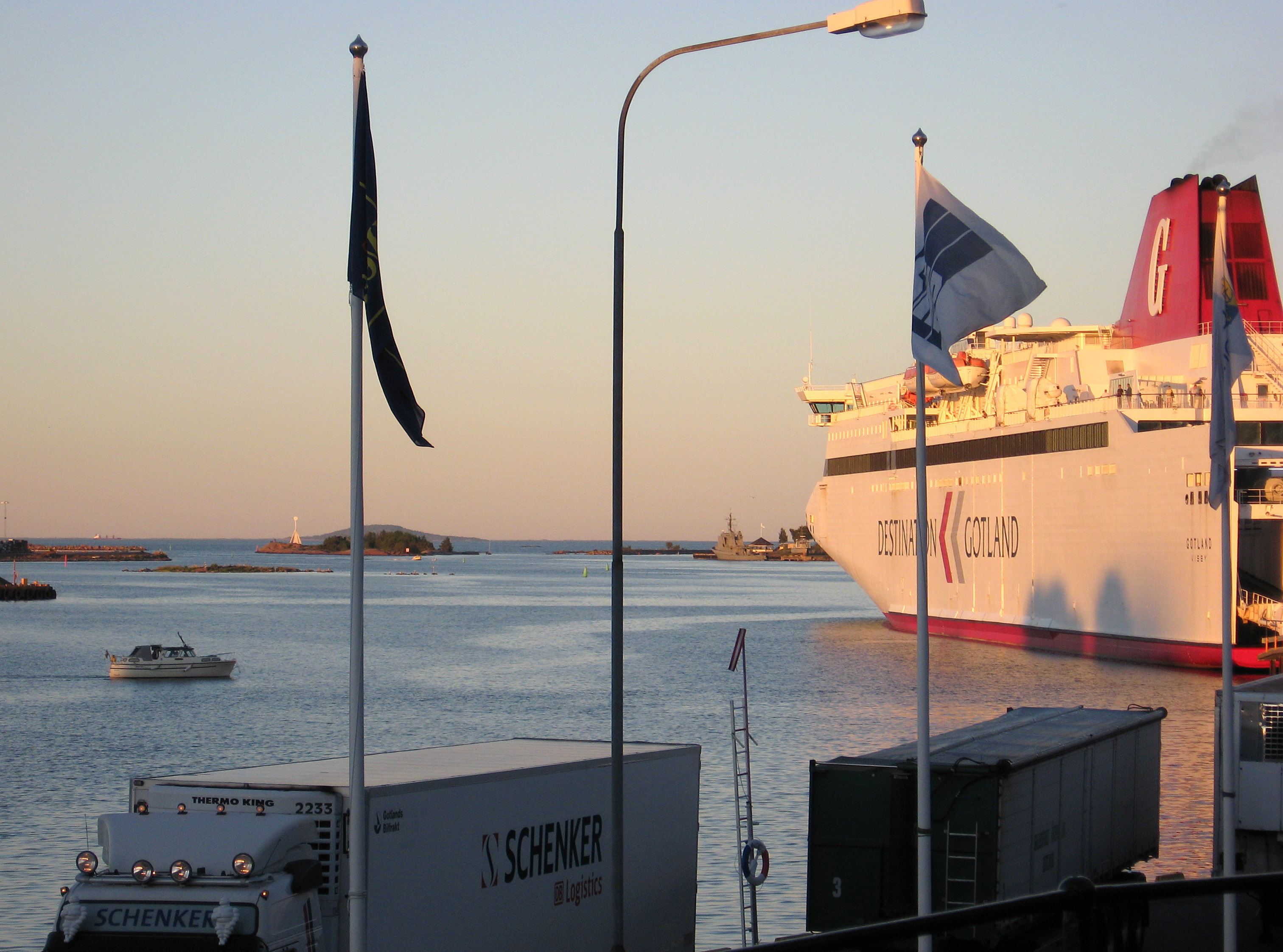
M/S Drotten (då M/S Gotland) förtöjd i Oskarshamns hamn.

Oskarshamn–Visby är en färjelinje som går från Oskarshamn till Visby och omvänt. Rederiet som sköter förbindelsen är Destination Gotland. På vintern går en (ibland två) turer per dag och på sommaren två eller tre turer per dag. Överfarten tar 2 timmar och 55 minuter. Linjen har drygt 400 000 resenärer per år.

## Hamnar
I Oskarshamn ligger hamnen ganska nära Oskarshamns centrum. Färjeterminalen ligger på gångavstånd till järnvägsstationen, där numera inga persontåg går. Busstationen har dock flyttats till just stationsområdet.
I Visby lägger båtarna till något söder om centrum. Det finns bussförbindelser.

## Fartyg

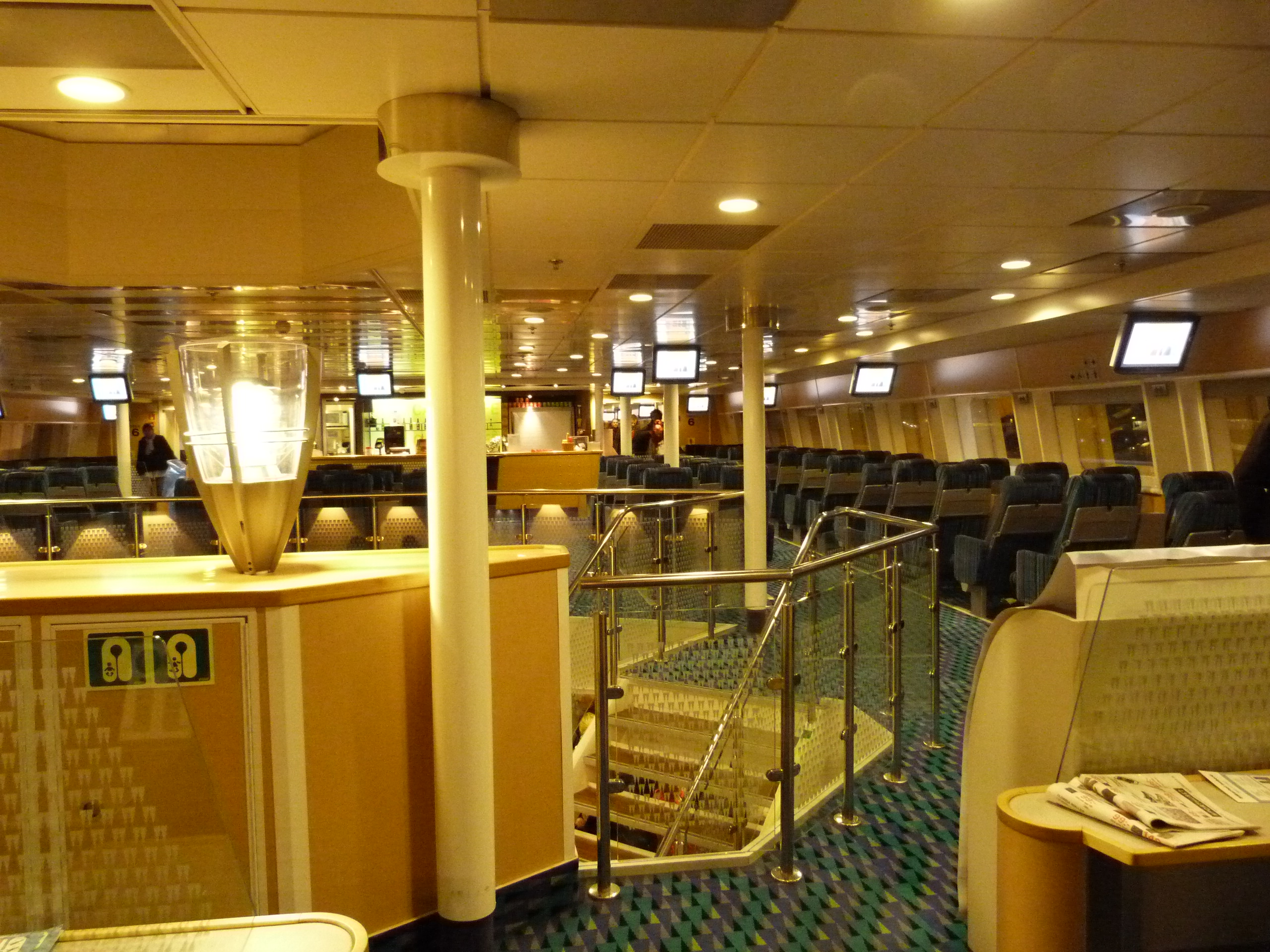
Salongsdäck på HSC Gotlandia II.

Fartygen går omväxlande på denna linje och på linjen Nynäshamn–Visby.
Insatta på Oskarshamnslinjen nu (Januari/Februari 2022):
- M/S Gotland (2019), är en stor snabbfärja som är 200 meter lång, kan gå i 28,5 knop och rymmer 1650 passagerare plus 500 bilar.

- M/S Visby (2018) är en stor snabbfärja som är 200 meter lång, kan gå i 28,5 knop och rymmer 1650 passagerare plus 500 bilar.

Ej insatta på Oskarshamnslinjen nu (Januari/Februari 2022):
- M/S Visby är en stor snabbfärja, som är 196 meter lång, kan gå i 28,5 knop och rymmer 1 500 passagerare och 500 bilar.

- M/S Drotten, är en stor snabbfärja, som är 196 meter lång, kan gå i 28,5 knop och rymmer 1 500 passagerare och 500 bilar.

- HSC Gotlandia är en snabbfärja, som är 112,5 meter lång, kan gå i 35 knop och rymmer 700 passagerare och 140 bilar.

- HSC Gotlandia II är en snabbfärja, som är 121,9 meter lång, kan gå i 35 knop och rymmer 780 passagerare, och 160 bilar.

## Historik

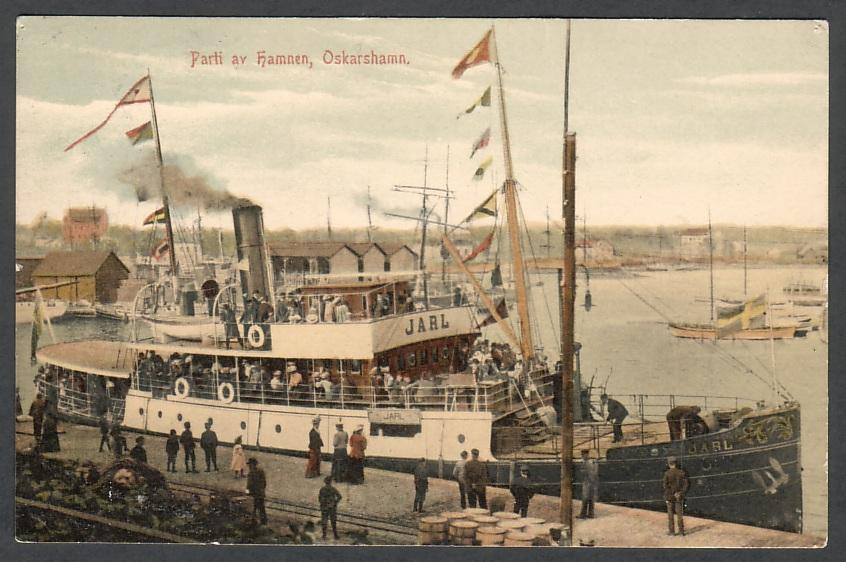
S/S Jarl i Oskarshamns hamn under 1900-talets första decennium. Fartyget trafikerade rutten Oskarshamn–Visby för Oskarshamns Ångfartygs AB.

I januari 1875 beslutade Kungliga Generalpoststyrelsen att vinterpostfarten mellan Gotland och fastlandet skulle gå via Oskarshamn. Kronoångaren Sofia trafikerade linjen från och med den 24 januari 1875 med post och passagerare och avgick på söndagar och torsdagar. Det blev startskottet för den färjetrafik mellan Oskarshamn och Visby som pågår än idag. 
Det dominerande rederiet på linjen har genom åren varit Ångfartygsbolaget Gotland, bildat den 5 maj 1865  Namnbyte skedde 1962 till Rederi AB Gotland (Gotlandsbolaget). Detta bolag driver även idag trafiken via sitt dotterbolag Destination Gotland AB. Andra rederier på linjen har bland andra varit Rederi AB Orion (1800-talet), Oskarshamns Ångfartygs AB (kring förra sekelskiftet), Rederi AB Pool och Nordström & Thulin AB. Mest framgång i konkurrensen med Gotlandsbolaget hade Ö-linjen (Rederi AB Pool) i början på 1960-talet, vars Oskarshamnsturer delvis gick via Grankullavik på Öland till Klintehamn på Gotland. De lyckades redan under sitt andra år nå 25 000 passagerare och hade efter sex år nästan 40 procent av marknaden. Ö-linjen köptes senare upp av Gotlandsbolaget år 1967. 

### Statlig reglering
Staten beslutade att Gotlandstrafiken från och med den 1 januari 1971 skulle subventioneras och att endast ett rederi skulle få koncession att driva trafiken. Uppdraget gick till Gotlandsbolaget. Det enda rederi som därefter har vunnit upphandlingen förutom Gotlandsbolaget är Nordström & Thulin. De fick via sitt dotterbolag Gotlandslinjen AB uppdraget att driva Gotlandstrafiken mellan år 1988 och 1997. Därefter var Gotlandsbolaget tillbaka och driver trafiken än idag.

### Fartyg genom tiderna
En mängd olika fartyg har trafikerat rutten Oskarshamn–Visby, från 1800-talets små postångare till dagens snabbgående 196 meter långa ro-pax-färjor. Den första riktiga bilfärjan Christofer Polhem gjorde sin premiärresa till Oskarshamn sommaren 1955. De flesta färjorna har döpts till Visby eller Gotland, men andra namn har också förekommit, såsom Sofia, Jarl, Alfa, Oscarshamn, Drotten, Thjelvar, Polhem, Nordpol, Gute och Gotlandia. Nedan är ett urval av fartyg som har trafikerat Oskarshamn–Visby:
Ångfartyg
- Kronoångaren Sofia 1875–1879
- Ångfartyget Thjelvar 1875
- Ångfartyget Oscarshamn 1875
- Ångfartyget Borgholm 1877
- Ångfartyget Alfa 1905
- Ångfartyget Jarl 1907–1908
- S/S Drotten 1947–1963
- S/S Visby 1949–1963

Bilfärjor
- M/S Christofer Polhem 1955–1962

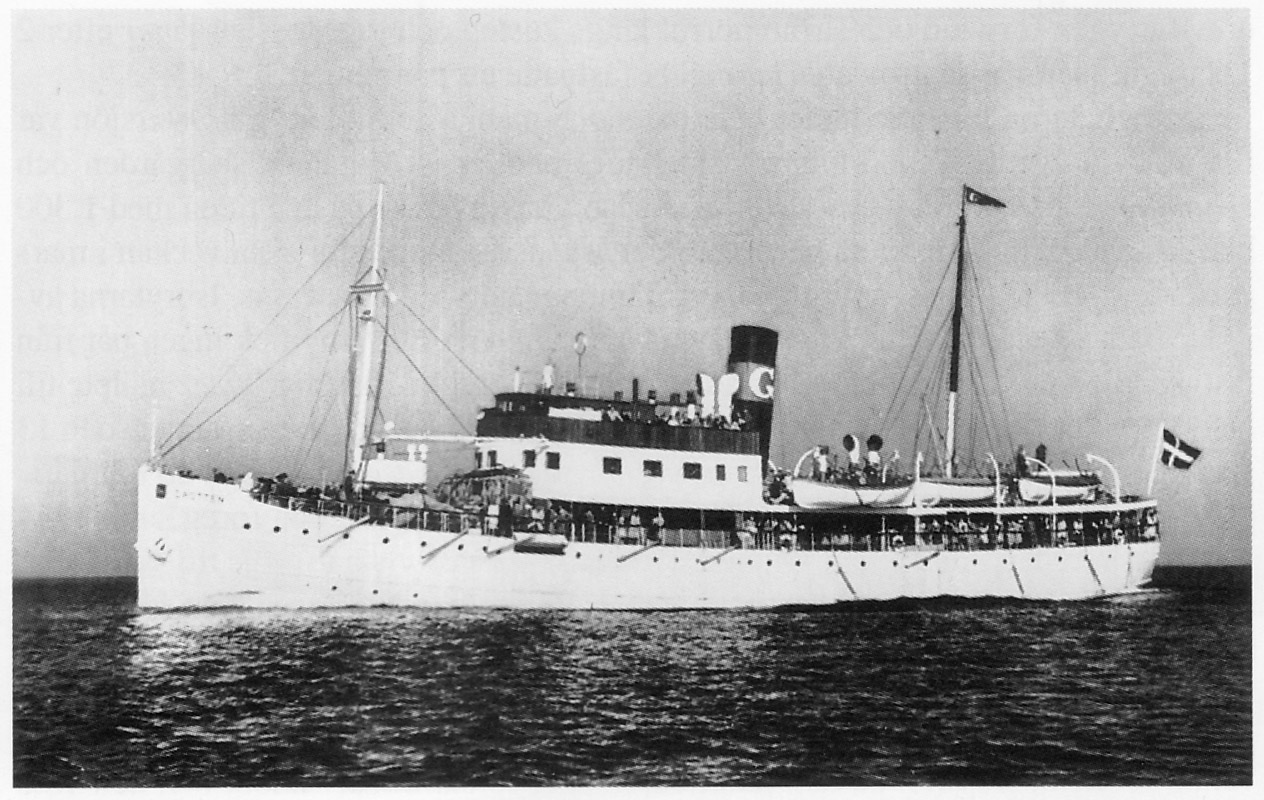
S/S Drotten byggdes i Oskarshamn 1927 och gick i trafik Oskarshamn-Visby.

- M/S Nordpol 1960 (till/från Klintehamn på Gotland)
- M/S Gotlänningen 1962–1965 (till/från Klintehamn på Gotland)
- M/S Thjelvar 1964
- M/S Visby 1964–1967
- M/S Gotland  1965–1974
- M/S Gotlandia 1965–1974 (även till och från Klintehamn på Gotland)
- M/S Ölänningen 1965-1972 (stundtals till/från Klintehamn)
- M/S Polhem 1966-1971 (1969-71 på sommaren till/från Klintehamn)
- M/S Visby 1975–1982 (m/s Drotten från 1980)
- M/S Gotland 1975–1987
- M/S Visby 1980–1989, 1997–2003
- M/S Graip 1988–1997
- M/S Nord Gotlandia 1990–1997
- M/S Thjelvar 1998–2003
- HSC Gotlandia 2000–
- M/S Visby 2003–
- M/S Gotland 2003–
- HSC Gotlandia II 2006–